# Anton Danilo
Danilo (s pravim imenom Anton Cerar), slovenski gledališki igralec, režiser in publicist, * 15. julij 1858, Ljubljana, † 23. april 1947, Ljubljana.

## Življenje in delo
Kot rokodelski vajenec je nastopal ob diletantskih predstavah Društva rokodelskih pomočnikov v Ljubljani. Slovenskemu gledališču pa se je pridružil ob desetletnici Dramatičnega društva, prevzel umetniško ime Danilo in se razvil v najbolj vsestranskega igralca slovenskega gledališča. Učil se je od igralcev nemškega gledališča, se izpopolnjeval v šoli Dramatičnega društva (1882, 1888), v Pragi in na Dunaju. Od konca 19. stol. do 1. svet. vojne je organiziral vse igralske turneje v poletnih mesecih; bile so pomembna spodbuda za iskanje delitantov na podeželju pa tudi narodnobuditeljskega in narodnoobrambnega pomena za Slovence v nemškutarskih krajih tedanje Avstro-Ogrske. Že pred 1. svet. vojno se je lotil režije. Bogate izkušnje je uporabil pri organizaciji  malega gledališča (1914–1915) potem ko so zaprli osrednje slovensko gledališče; bil njegov upravni in umetniški vodja, režiser in igralec.
Anton Danilo je od začetnih manj zahtevnih vlog postopoma prešel k zahtevnejšim vlogam. Oblikoval je pomembne vloge v prvih na Slovenskem igranih dramah svetovnih klasikov in modernih dramatikov. Sodeloval je pri domala vseh praizvedbah Cankarjevih dram. Prvih nekaj sezon obdobja med obema vojnama je postal eden poglavitnejših režiserjev, posegal je v organizacijska vprašanja in bil predsednik Združenja gledaliških igralcev. Kot prvi slovenski gledališki igralec ustvarjalec je 1926 praznoval 50. obletnico dela z vlogo Dolefa v Desetem bratu. V času, ko slovensko gledališče še ni poznalo poklicne kostumografije, je pokazal izjemen čut za izbran kostum in ustrezno masko.
V letih 1915–1917 je urejal gledališki zbornik Theater in v njem objavil programski zapis o bodočem jugoslovanskem gledališču. priredil je več tujih iger in sam napisal nekaj enodejank (Po plesu; Stava; Rdeča maska). Že pred 1. svetovno vojno je snemal gramofonske plošče. V knjigi Spomini (1930) je opisal slovensko gledališko ustvarjanje. Nastopil je tudi v prvih slovenskih filmih (Triglavske strmine režiserja F. Delaka, 1932). Za svoje umetniško delo (nad 700 vlog in nad 50 režij) je med vojnama dobil več visokih državnih odlikovanj in postal častni meščan Ljubljane.